# La chiatta con i due impiccati
La chiatta con i due impiccati (titolo originale in francese La péniche aux deux pendus, pubblicato in italiano anche con i titoli La nave dei due impiccati o Maigret e la chiatta degli impiccati o Maigret pensa o La chiatta dei due impiccati) è un racconto dello scrittore belga Georges Simenon con protagonista il personaggio del commissario Maigret.
Il racconto fu scritto a Neuilly-sur-Seine, nell'ottobre del 1936.

## Trama
Una chiatta si è impigliata in una chiusa e il guardiano al mattino presto va a vedere. Dentro vi trova due impiccati, Arthur Aerts e sua moglie Emma. Di lui si scopre che è rientrato ubriaco verso le 10 di sera, che ha una somma nascosta di denaro e che con la moglie litigava per questa. Ma tutti alla locanda accusano Émile Gradut, giovane che si dà alla fuga nei boschi. Maigret non ascolta le voci e indaga. Il giovane era l'amante di Emma, ma non è stato lui. Arthur è stato ucciso dalla moglie, che poi si è suicidata. Ma prima lei ha cercato di fuggire con Émile, cercando il gruzzolo nascosto. Il giudice pensa che il giovane possa aver sepolto i soldi nel bosco, ma Maigret sa che lei non li ha trovati e che Émile per questo l'ha abbandonata; infatti il denaro è nascosto in una cavità di cemento che solo chi ha vecchie chiatte come l'Astrolabe sa dove si trova.

## Edizioni
In francese fu pubblicato per la prima volta su "Paris-Soir-Dimanche" (supplément), n° 45 e n° 46, rispettivamente del 1º e dell'8 novembre 1936, poi in volume nel 1944 nella raccolta Les nouvelles enquêtes de Maigret, presso Gallimard, prima di 9 inchieste della prima serie.
In italiano il racconto è uscito la prima volta per Mondadori nel 1954, con il titolo La nave dei due impiccati e la traduzione di Bruno Just Lazzari, in due puntate nella collana "I Capolavori Dei Gialli Mondadori" (nn° 3 e 4); quindi nel 1962, traduzione di Elena Cantini con il titolo La chiatta con i due impiccati, nella raccolta Maigret in Rue Pigalle della collana “Romanzi di Simenon” (n° 185); nonché nel 1968 nella stessa raccolta, ma in due volumi, della collana “Le inchieste del commissario Maigret” (n° 53); quindi dal 1973 nella collana "Oscar" (n° 476). Il racconto è uscito anche come Maigret e la chiatta degli impiccati, nella traduzione di Gian Franco Orsi, collana “Estate Gialla”, nel 1979 e nel 1991 come Maigret pensa sulla “Rivista di Ellery Queen” (appendice a “Giallo Mondadori” n° 2208), sempre presso lo stesso editore. È stato poi incluso nel 2012 nella raccolta Rue Pigalle e altri racconti, nella traduzione di Annamaria Carenzi Vailly per Adelphi (parte della collana "gli Adelphi", al n° 424).

## Film e televisione
Non risultano adattamenti sugli schermi del racconto.